# 상록어린이도서관
상록어린이도서관은 경기도 안산시 상록구 일동 소재의 어린이 도서관이다.

## 연혁
- 2007년 7월 16일 안산시 중앙도서관 상록어린이 분관 직제 승인
- 2007년 11월 21일 안산시 상록어린이도서관 개관
- 2010년 10월 8일 감골도서관 상록어린이분관 직제변경

## 이용 안내
이용 시간
- 자료실 : 평일,주말 09:00 ~ 18:00 자료실   하절기 09:00 ~ 19:00 자료실   (평일 1시간 연장운영)